# 波密翠雀花
波密翠雀花（学名：Delphinium pomeense）为毛茛科翠雀属的植物。其种加词“pomeense”意为“西藏自治区波密县的”。中国特有植物。分布于中国大陆的西藏等地，生长于海拔3,800米至4,000米的地区，一般生长在山地冷杉林中，目前尚未由人工引种栽培。